# Scaphoideus nigrisignus
Scaphoideus nigrisignus är en insektsart som beskrevs av Li 1990. Scaphoideus nigrisignus ingår i släktet Scaphoideus och familjen dvärgstritar. Inga underarter finns listade i Catalogue of Life.